# Her Only Son (film 1912)
Her Only Son è un cortometraggio muto del 1912 diretto da Hay Plumb.
Si conoscono pochi dati del film che, prodotto dalla Hepworth, fu distrutto nel 1924 dallo stesso produttore, Cecil M. Hepworth. Fallito, in gravissime difficoltà finanziarie, il produttore pensò in questo modo di poter almeno recuperare il nitrato d'argento della pellicola.

## Trama
Dick Meredith ruba il denaro di sua madre, diventa mugnaio e si sposa. Alla fine, la madre perdona il suo unico figlio.

## Produzione
Il film fu prodotto dalla Hepworth.

## Distribuzione
Distribuito dalla Hepworth, il film - un cortometraggio di una bobina - uscì nelle sale cinematografiche britanniche il 1º dicembre 1912.